# Asplenium trichomanes x cystopteris fragilis
Asplenium trichomanes x cystopteris fragilis là một loài dương xỉ trong họ Aspleniaceae. Loài này được mô tả khoa học đầu tiên.
Danh pháp khoa học của loài này chưa được làm sáng tỏ. 

## Hình ảnh

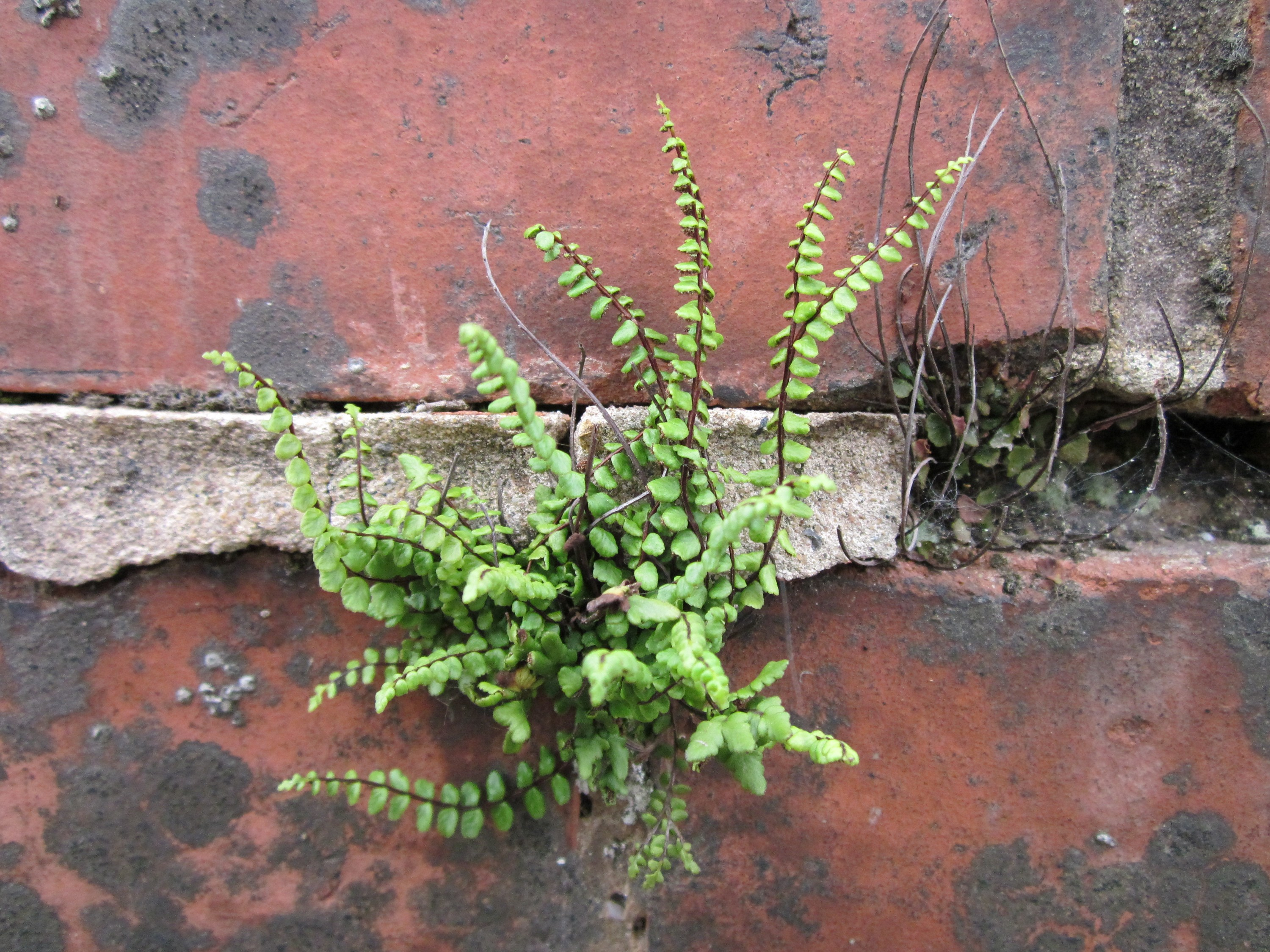
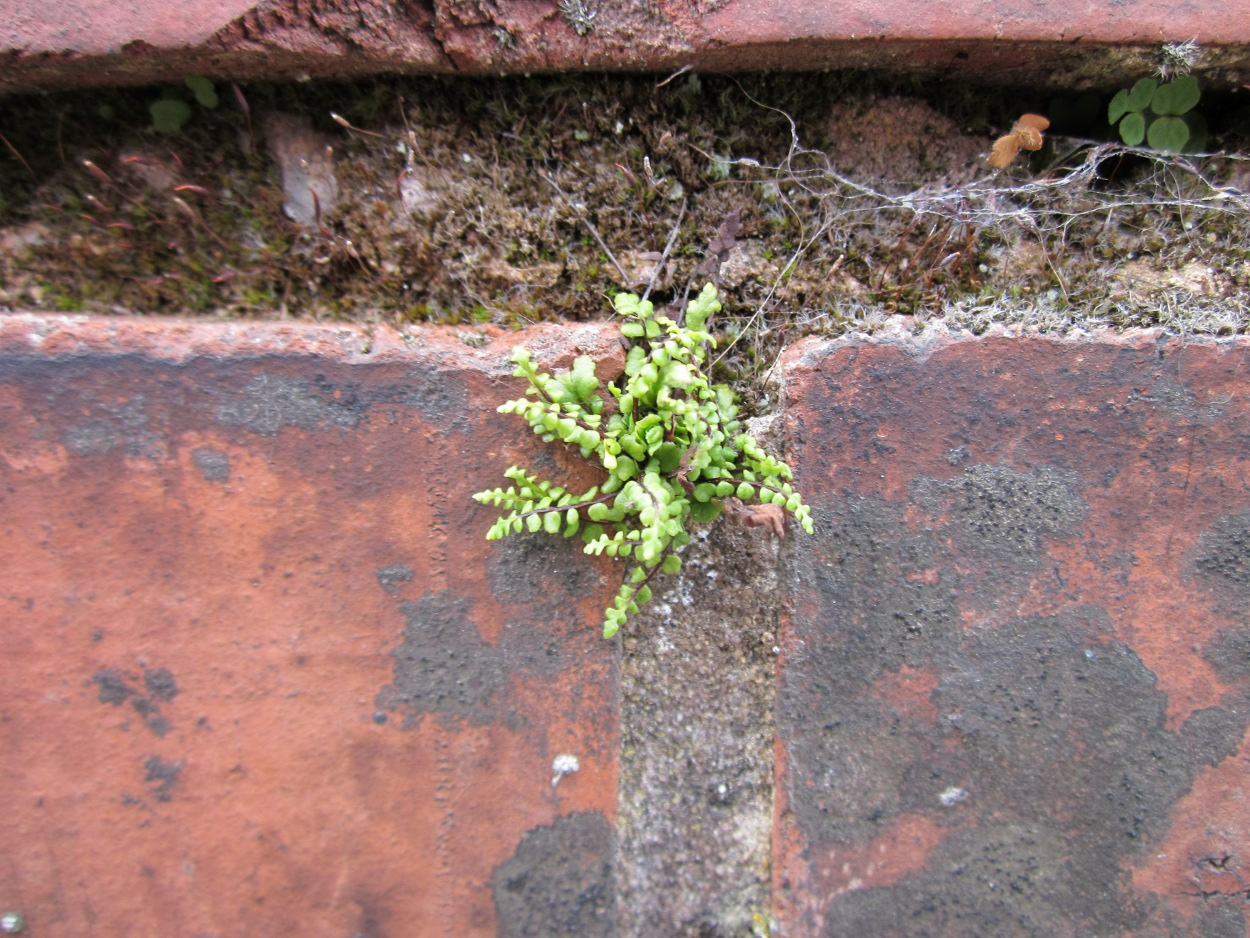
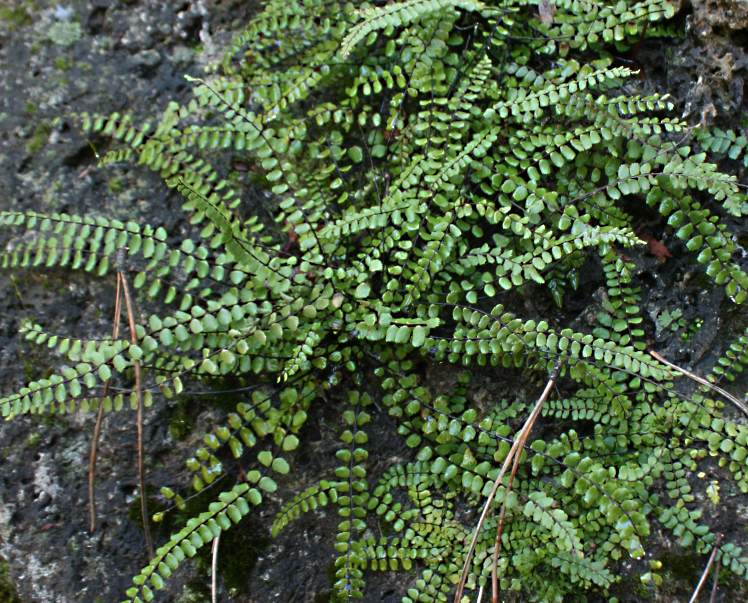
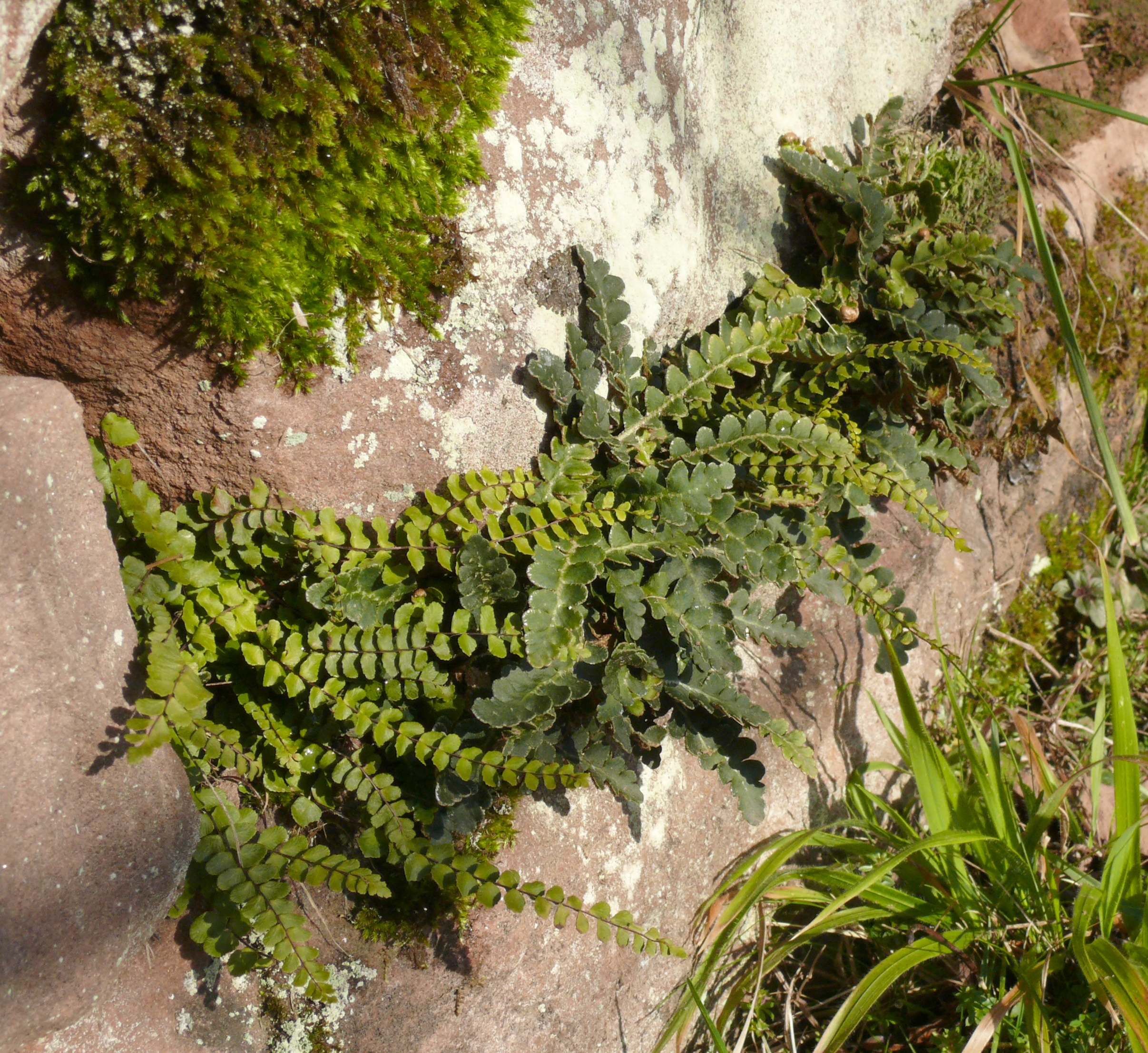